# Murray Watkinson
Murray Paul Watkinson (11 de junio de 1939-19 de enero de 2004) fue un deportista neozelandés que compitió en remo. Ganó una medalla de bronce en el Campeonato Mundial de Remo de 1970 y una medalla de bronce en el Campeonato Europeo de Remo de 1971.

## Palmarés internacional
| Campeonato Mundial | Campeonato Mundial      | Campeonato Mundial | Campeonato Mundial |
| Año                | Lugar                   | Medalla            | Prueba             |
| ------------------ | ----------------------- | ------------------ | ------------------ |
| 1970               | St. Catharines (Canadá) | Medalla de bronce  | Ocho con timonel   |
| Campeonato Europeo |                         |                    |                    |
| Año                | Lugar                   | Medalla            | Prueba             |
| 1971               | Copenhague (Dinamarca)  | Medalla de bronce  | Scull individual   |

1. ↑  En algunas ediciones del Campeonato Europeo se permitió la participación de remeros de otros continentes.